# Fontaine-Française
Fontaine-Française é uma comuna francesa na região administrativa da Borgonha-Franco-Condado, no departamento de Côte-d'Or. Estende-se por uma área de 30,69 km². Em 2010 a comuna tinha 909 habitantes (densidade: 29,6 hab./km²).